# Itoro Umoh
Itoro Umoh, Itoro Umoh-Coleman, née le 21 février 1977 à Hephzibah, est une joueuse nigériane de basket-ball, évoluant au poste d'arrière.

## Biographie
Elle effectue sa carrière universitaire avec les Lady Tigers de l'Université de Clemson, avec comme meilleur résultat une participation au Tournoi final de la NCAA en 1999. Elle est retenue au sein de l'équipe américaine qui remporte la médaille de bronze aux Jeux panaméricains 1999 de Winnipeg.
À la fin de sa carrière universitaire, elle entame une carrière d'assistant coach, à Liberty University, Butler University puis à partir de 2002 à l'université de ses études aux Tigers de Clemson.
En parallèle de sa carrière d'assistant coach, elle continue une carrière de joueuse avec des piges en WNBA. 
De par son père, elle est sélectionnable par le Nigeria et rejoint donc la sélection nigériane, sélection avec qui elle participe aux Jeux olympiques de 2004 à Athènes en tant que capitaine, puis au Championnat du monde 2006, compétition dont elle termine meilleure passeuse.

## Club
- 1995-1999 Clemson
- Fever de l'Indiana (WNBA)
- 2003 : Comets de Houston (WNBA)

## Palmarès
- Jeux olympiques d'été
  - 11e Jeux olympiques de 2004 à Athènes
- Championnat du monde de basket-ball féminin
  - 16e lors du Championnat du monde 2006 au Brésil

### Distinction personnelle
- Meilleure passeuse du Championnat du monde 2006